# Дерзау
Дерзау (нім. Dersau) — громада в Німеччині, розташована в землі Шлезвіг-Гольштейн. Входить до складу району Плен. Складова частина об'єднання громад Гросер-Пленер-Зе.
Площа — 7,51 км2. Населення становить 891 ос. (станом на 31 грудня 2020).